# Fred Poché
Fred Poché est un philosophe français né le 21 mai 1960. Il est le lauréat du prix Jean Finot 2009, de l'Académie des Sciences Morales et Politiques, pour son livre Blessures intimes, blessures sociales. De la plainte à la solidarité. 

## Parcours et axes de recherches
D'origine ouvrière, Fred Poché est titulaire d’un Diplôme d’études approfondies (DEA) de l'Université Sorbonne Nouvelle - Paris 3 en sciences du langage, docteur en philosophie de l’Université Paris Ouest-Nanterre La Défense et titulaire d'une Habilitation à diriger des recherches de l'Université de Strasbourg.  
Fred Poché s'intéresse à l'articulation entre la philosophie et la pratique des acteurs sociaux. Ses recherches relèvent de la philosophie sociale, - reconnaissance, dignité, fragilité, mémoire, blessures, politique - et des études post-coloniales. 
Fred Poché a été invité à enseigner, ou à donner des conférences, dans diverses Universités à travers le monde, dont l’Université Adam Mickiewicz de Poznań, (Pologne), l’Universitad San Buenaventura de Bogota (Colombie), l’Ewha Womans University Humanities (Ewha Womans University) de Séoul (Corée du Sud), l’Université de Sungkyunkwan de Séoul, l’Institute for Humanities Researche, Pusan National University, (Corée du Sud), l'Université Babeș-Bolyai à Cluj-Napoca (Roumanie) et l'Université Ibn Tofail à Kenitra (Maroc).
Il a été membre du Conseil scientifique consultatif du Zentrum für Ökonomische und Soziologische Studien (ZÖSS) de l’université de Hambourg et membre du comité scientifique de la revue de la Faculté de Sciences humaines et sociales de l'Université San Buenaventura de Bogota.

## Livres
- L'espace numérisé.Défis éthiques et politiques d'une métamorphose,Paris, Kimé, 2025.
- Vivre dans un monde numérisé. Bernard Stiegler et l'écologie de l'esprit,Paris, Kimé, 2024.
- Le malaise identitaire, Le Bord de l'eau, 2021.
- Une trompeuse absence (Roman), Le Petit Pavé, 2020.
- La condition des « nomades ». De l’internement à la question de l’hospitalité, avec C. Leblanc et J.F. Petit (éd). Presses Universitaires de Strasbourg, 2020.
- L'échec traversé (avec V. Margron), Paris, Albin Michel, 2020.
- Le mécontentement, Lyon, Chronique sociale, 2019.
- Une éthique du vivre-ensemble.La philosophie sociale de Cornel West, Lyon, Chronique sociale, 2017.
- Langage et religion. Vers un nouveau paradigme ?, avec T. Alferi et F. Poulet (éd), Presses Universitaires de Strasbourg, 2017.
- La culture de l'autre. Une lecture postcoloniale d'Emmanuel Levinas, Lyon, Chronique sociale, 2015.
- Le temps des oubliés. Refaire la démocratie, Lyon, Chronique sociale, 2014[2],[3].
- Edward. W. Said, l’humaniste radical. Aux sources de la pensée postcoloniale, Paris, Éditions du Cerf, 2013[4]

(Trad en arabe par Mohamed Eljorti ; éditions Safahat).
- A-t-on encore le droit d'être fragile ? entretiens avec Francesca Piolot, Lyon, Chronique Sociale, 2013.
- Blessures intimes, blessures sociales. De la plainte à la solidarité, Paris, Éditions du Cerf, 2008[5] (Prix Jean Finot).
- El pensamiento de lo social en Jacques Derrida. Para comprender la deconstrucción,

Prologo de Victor Florian, Editorial Bonaventuriana, Bogota, Colombia, 2008.
- Penser avec Jacques Derrida. Comprendre la déconstruction, Lyon, Chronique Sociale, 2007.
- Lévinas chemin ou obstacle à la théologie chrétienne. L’hospitalité des intelligences, Paris, Éditions du Cerf, 2005.
- Organiser la résistance sociale, Lyon, Chronique sociale, 2005.
- Une politique de la fragilité. Éthique, dignité et luttes sociales, Paris, Éditions du Cerf, 2004[6].
- J'ai envie de savoir (avec Bruno Hubert), postface d’Albert Jacquard, Paris, Éditions de l'Atelier, 2001.
- Reconstruire la dignité, Lyon, Chronique sociale, 2000[7].
- Penser avec Arendt et Lévinas. Du mal politique au respect de l'autre, Chronique Sociale, Lyon,

en coédition avec EVO, Bruxelles et Tricorne, Genève, 1998 (3e édition, 2009).
- Sujet, parole et exclusion, Une philosophie du sujet parlant, préface de Michèle Bertrand, Paris, Éditions L'Harmattan, 1996.
- L’homme et son langage, Introduction à la linguistique, Préface d'Anne-Marie Houdebine, Lyon, Chronique Sociale, 1993.

## Chapitres de livres
- « La question identitaire en France ». In : "Europa im Dialog mit seiner Diversität" . [s.l] : [s.n] , 2020 (Concordia. Reihe Monographien.Raul Fornet-Betancourt, Hrsg/Ed., vol. 7, p. 103-115
- « Vivre et coexister dans un monde numérisé ». In : Inter-connectés ? Numérique et convivialisme (Sous la direction de N. Wallenhorst, S. Mellot, A. Theviot) . Lormont : Le Bord de l'eau, 2020 (La bibliothèque du Mauss)
- « Esclavage », Dictionnaire Encyclopédique d’Éthique Chrétienne, (sous la direction de Laurent Lemoine, Eric Gaziaux, et Denis Müller), Paris, Cerf, 2013, p. 773-777.
- « Racisme », Dictionnaire Encyclopédique d’Éthique Chrétienne, (sous la direction de Laurent Lemoine, Eric Gaziaux, et Denis Müller), Paris, Paris, Cerf, 2013, p. 1679-1693.
- "De l'espace comme exigence sociale", dans La question de l'humaine entre l'éthique et l'anthropologie, (Sous la direction de Alfredo Gomez-Muller), Paris, L'Harmattan, 2004, p. 27-46.